# Bimota DB9 Brivido
La Bimota DB9 Brivido (o semplicemente DB9) è una motocicletta costruita dalla casa motociclistica italiana Bimota dal 2011 al 2016.
Il nome, come da nomenclatura standard della casa, sta ad indicare che questo è cronologicamente il nono modello dotato di propulsore Ducati.

## Descrizione

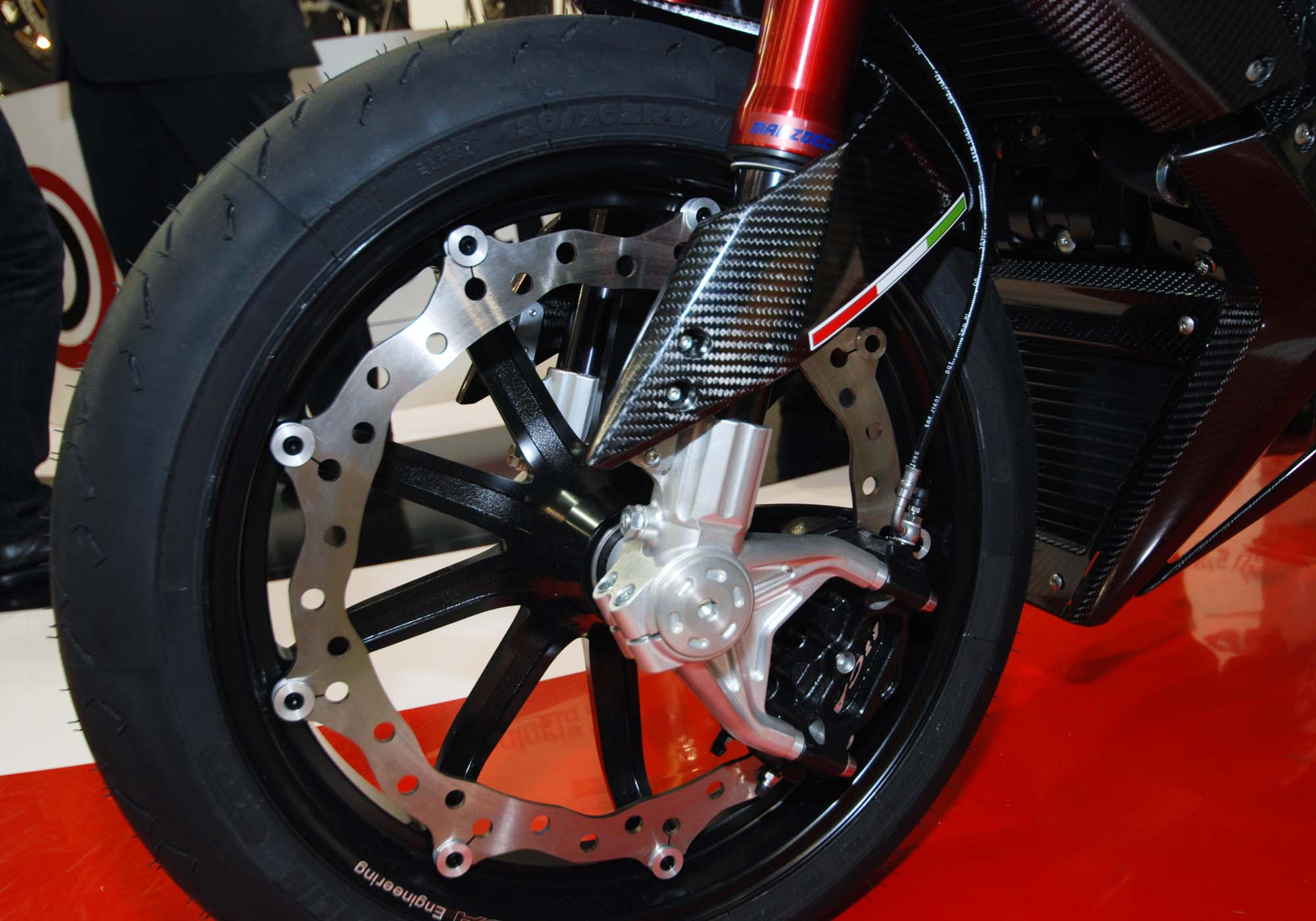
Dettaglio del disco freno Brembo

Presentata ad EICMA nel novembre 2011, il motore è derivato dalla Ducati Diavel e si tratta di un bicilindrico a V di 90° a quattro tempi da 1198,4 cm³ (alesaggio 106 x 67,9 mm di corsa) che sviluppa 162 cavalli a 9500 giri/min, alimentata da un sistema ad iniezione elettronica. 
Il telaio è un traliccio tubolare in acciaio e lega di cromo molibdeno con piastre laterali in alluminio. Tutte le parti della carena sono realizzate in fibra di carbonio, facendo contenere il peso della moto in soli 177 kg.
Le sospensioni sono, all'anteriore della Marzocchi con la forcella telescopica a steli rovesciati da 43 mm e posteriore con mono ammortizzatore Extreme Tech. Il sistema frenante è composto da due dischi flottanti da 320 mm di diametro all'anteriore e da un disco fisso da 220 mm di diametro al posteriore; entrambe vengono morse rispettivamente da pinze Brembo a quattro e due pistoncini.